# Колос (Лубни)
«Колос» — український радянський футбольний клуб із Лубен.

## Колишні назви
- «Комсомолець» (1948—1957)
- «Колгоспник» (1958—1963)
- «Металіст» (1964—1968)
- «Колос» (1969—1978)

## Історія
У 1948 році на заводі сільськогосподарських машин «Комсомолець» (зараз — завод «Лубнимаш») була створена футбольна однойменна команда. Вже під назвою «Колгоспник» вона успішно виступила в сезоні 1959 року, посівши четверте місце в обласному чемпіонаті (за іншими джерелами, «Колгоспник» посів третє місце й став бронзовим призером). Очолював ту команду І. Є. Нєлін, її провідними футболістами були Володимир Скосогоренко, Павло Левін, Іван Фещенко, Костянтин Переверзєв, Анатолій Тюро, Альфред Шматко.
У 1964 році вже під назвою «Металіст» команда, яку очолював уже Костянтин Переверзєв, досягла успіху вже в розіграші Кубка області, пройшовши у фінал, де поступилася кременчуцькому «Авангарду» з рахунком 0:1. Провідними гравцями «Металіста» в 1960-х роках були: Іван Фещенко, Віктор Могущий, Олександр Калюжний, Анатолій Тюро, Ф. Пугачов. У 1969 році «Металіст» змінив назву на «Колос» та взяв участь у фінальному етапі республіканського турніру «Золотий Колос».
До 1978 року «Колос» без особливих успіхів виступав у Чемпіонаті області, а потім припинив існування.

## Досягнення
Кубок Полтавської області
- Фіналіст (1): 1964